# Hiphop
Híphôp je kulturno gibanje, ki se je pričelo leta 1977 v getih med mladimi Afro-Američani in Latino-Američani v New Yorku (v Bronxu) in se nato razširilo po vsem svetu. Štirje glavni elementi hiphopa so:
- rap
- didžejstvo
- grafiti
- breakdance

Nekateri štejejo beatboxing kot peti element hiphopa, drugi dodajajo politični aktivizem, hiphopovsko modo, hiphopovski sleng in druge elemente kot pomembne značilnosti hiphopa. Za širše množice je postal izraz hiphop sinonim za rap, vendar je to mišljenje zmotno. Rap je samo eden od elementov hiphopa, ki se je sprva obravnaval kot podkulturo, življenjski slog in na koncu del popularne ali celo rock kulture. 
Prvi raper in didžej Afrika Bambaataa je hiphop 23. septembra 1996 definiral takole:
»Hiphop pomeni celotno kulturo gibanja. Ko govorimo o rapu... rap je del hiphopovske kulture. Rapanje. Didžejstvo je del hiphopovske kulture. Oblačenje je del hiphopovske kulture. Breakdance, 'b-boys', 'b-girls', način obnašanja, hoje, izgleda, govora, je vse del hiphopovske kulture. In glasba ne pozna barve kože. Hiphopovsko glasbo delajo črnci, rjavi, rumeni, rdeči, belci. To je vse del hiphopa.«
Pionir rapa, didžej Kool Herc, okrajšava za Kool Hercules, svoj vzdevek si je zaslužil s svojo fizično pojavo, je hiphop razložil tako:
»Hiphop. Celotna kemija izvira iz Jamajke. Rojen sem bil na Jamajki in sem poslušal ameriško glasbo. Moj najljubši izvajalec je bil James Brown. On me je navdušil. Veliko plošč, ki sem jih igral, so bile njegove. Ko sem prišel v ZDA, sem samo dodal ameriški stil in glasbi dodal nekaj, na kar so lahko plesali.«
Hiphop je originalno kultura ponosa, poezije in nastopaštva temnopoltih. Zaradi glasbenih inovacij, solidarnosti in povezav s katerimi je hiphop tržil poleg glasbe tudi druge dejavnosti in tudi sam življenjski slog, je hiphop prevzemal tudi podobno vlogo kakršno je imela glasba rock, ki se je širil tedaj na podoben način s pomočjo glasbenih skupin kakršna je bila Guns'n'Roses in Kiss, kjer so bile na voljo spominski izdelki, oblačila, hoja, ličila.
Ob močni podpori televizije in izdelovanjem videospotov je rap izrazito cvetel, zaradi nenehnih sporov in polkriminalnega navdiha pa so pridobivali tudi romantičen pridih, ki ga je rock v osemdesetih zgubljal. 

## Komercializacija
V zadnjih 26. letih se je hiphop razširil iz ameriških getov v še rastoči, multikulturni fenomen. Kot večina ostalih podkultur, je tudi hiphop postal proizvod, produkt množične kulture. Največji preboj je uspel hiphopu preko MTV televizije, popularnost je za seboj potegnila tudi veliko komercializacijo hiphopa na vseh področjih, kar je pomenilo razdelitev podkulture med tržno in lokalno ali celo podzemno, kjer so bili izvajalci, ki niso dobili priložnosti, niso bili dovolj dobri ali pa so bili preveč surovi za množično tržišče. Sprva rap videospoti niso bili vključeni v program MTV tako izrazito, so sedaj močno vključeni v promoviranje mogočnih založb, kot je Sony, ki ima pod okriljem večino rap zvezd. Podobno se je zgodilo s hiphopovskimi oblačili, ki so dandanes med najbolje prodajanimi produkti v svetu oblačil. Pomemben položaj komercialnih raperjev kot so Puff Daddy, Nelly, Ja Rule in še nekaterih, je imel velik vpliv na uveljavitev hiphopa in njegovih znamk. Za prehajanje hiphopovske kulture med druge kulture so pomembno vplivala različna sodelovanja in skupni projekti ter promoviranje tudi izvajalcev kakršen je Eminem in Vanilla Ice. Skoraj vsi uspešni raperji so celo ustanovili svoje firme, ki izdelujejo oblačila, postavljajo založbe, klube, turneje in se ukvarjajo z drugimi vzporednimi dejavnostmi, podobno so reagirali tudi igralci košarke. Komercializacija je očitno vidna v nekaterih videospotih, ki so posneti tako, da oglašujejo njihove »proizvode« in producirajo sprejemljive stereotipe, da bi tako povečali prodajo ali dvignili profil določenih znamk, kar se je začelo razmeroma zgodaj in se mnogokrat izrazito stopnjevalo.  Novozelandski raper Che Fu je šel celo tako daleč, da videospot za njegovo pesem »Waka« izgleda, kot nekakšen reklamni spot za pacifiške otoke iz petdesetih let dvajsetega stoletja, ki predstavlja varne in nedolžne počitnice za belce. Mnogi raperji so promovirali alkoholne pijače, prestižno zabavo, macho-kulturo in kulturo trženja zasvojljivih snovi. Ta pristop bi lahko bil posledica naravne zveze hiphopa z današnjim multinacionalnim, potrošniškim trgom in predstavlja drugo plat hiphopovske podkulture svetovnemu občinstvu. Hiphop je namreč edina podkultura, ki v celoti podpira kapitalizem in ga kritizira zgolj zaradi neenakosti, ki vzbuja nasilje v revni mladini. Rap je tako mnogokrat kritiziran kot poezija nasilja in socialne neenakosti, kjer so prisotne mnoge žaljivke, kontroverzna stališča, pozivi k obračunu s policijo, spotikanje ob rasizem. 
Raper Method Man, član skupine Wu-Tang Clan je na turneji po Japonski izjavil: »Do konca turneje bomo imeli 500 novih oboževalcev«. Hiphop ima neverjeten vpliv na japonsko mladino, saj nekateri hodijo celo v solarije, da bi postali bolj podobni črncem. Ta pojav ni omejen zgolj na Japonsko, ampak se pojavlja tudi v drugih mestih po vsem svetu. Kategorija »črn«, ki jo širi hiphop, je postala politična identiteta, ki predstavlja upor proti kulturni prevladi imperializma medijev in rasizmu.
Komercializacijo hiphopa poznavalci v zadnjih letih označujejo z besedo hip-pop oziroma komercializacijo rapa z besedo pop-rap. V začetkih hiphopovske glasbe so raparji rapali o tem, kako so revni, da si morajo služiti kruh s kriminalom, in kako je življenje v getih težko. Medtem ko je pri pop-rapu, katerega glavni predstavniki so Nelly, Ja Rule, Puff Daddy, Lil Bow Wow, Fabolous, drugače. Glavne teme njihovih besedil so:
- pitje pregrešno dragega šampanjca (Steklenica Cristal Champagne stane preko 500 USD);
- kako se vozijo v svojih najboljše opremljenih SUV-jih;
- govorijo, kako imajo na svojih avtomobilih najboljša lita platišča;
- v pesem so vključeni refreni, v katerih glavna zvezda in vsi njegovi »frendi« opevajo njihovo založbo
- govorijo, kako je bilo njihovo življenje v predmestjih težko, ker naj bi se morali pridružiti »tolpam«. (Te tolpe pa v večini primerov sploh niso tolpe v pravem pomenu besede.)

Večina tako imenovanega »rapa«, ki se vrti na MTV-ju in podobnih kanalih, je hip-pop oziroma pop-rap. 
Daleč najbolj podrejena komercializaciji pa je postalo didžejstvo, saj je v modernih časih postalo takorečeno edina popularna glasba za množične dogodke, ugled didžejev pa vedno bolj ključen za trženje glasbe po upadu prihodkov iz glasbene industrije in vedno bolj rednem ustvarjanju pevk in pevcev preko TV tekmovanj.

## Hiphop v Sloveniji
Zgodnejše oblike hiphopa, so bile najbolj prepoznavne v plesni sferi, kjer so že zgodaj bile na voljo šole hiphopovskih plesov. Zelo zgodaj je bil hiphop tudi predstavljen v glasbenem in plesnem filmu Poletju v školjki, kjer je veliko takih oblačil, glasbe in plesa, ki bi ustrezal hiphopovski kulturi. Hiphopovski ples se je vidno razvil in ima tudi ugledno skupino prepoznavnih učiteljev plesa in profesionalnih plesalcev. V Sloveniji je več plesnih šol, kjer se plesa učijo predvsem mladi. Slovenci na svetovnih, evropskih in drugih mednarodnih prvenstvih, dosegajo vidne rezultate. V smislu rapa štejemo med zgodnejše izvajalce Jana Plestenjaka, športnika Jureta Koširja, skupina Pasji kartel (med člani tudi Klemen Klemen). Kasneje se glasbeni del sorazmerno razvije, a ohranja tako humorni kot temačni del hiphopa, četudi je pravzaprav prednjačil komercialni del pri vstopu v naš prostor. Uveljavili so se tako Klemen Klemen, Murat & Jose, deloma celo Slon in Sadež, a med pomembne ustvarjalce štejejo Ico, Dalaj Eegol (tudi Ali En), Simon Stojko Falk, Ezy-G, Ziebane, 6 Pack Čukur, Valterap, Doša, Stekli psi, Tekochee Kru, Thug Connect, N'Toko, Pižama, Kosta, Trkaj,      Zlatko.
Poglobljeno zgodovino hiphopa v Sloveniji obravnava dokumentarni film V letu hip hopa Borisa Petkoviča.